# El Querengue
El Querengue är en ort i Mexiko.   Den ligger i kommunen San Miguel Totolapan och delstaten Guerrero, i den södra delen av landet, 200 km sydväst om huvudstaden Mexico City. El Querengue ligger 872 meter över havet och antalet invånare är 137.
Terrängen runt El Querengue är kuperad åt sydost, men åt nordväst är den bergig. Runt El Querengue är det glesbefolkat, med 12 invånare per kvadratkilometer. Närmaste större samhälle är Pericotepec, 4,5 km sydost om El Querengue. I omgivningarna runt El Querengue växer huvudsakligen savannskog.